# Ангельберт III де Бриенн
Ангельберт III де Бриенн (фр. Engelbert III de Brienne; ок. 995 — до 28 декабря 1035) — граф де Бриенн с 1027 года (не ранее).
В одном из документов аббатства Монтье-ан-Де Энгельберт III назван свояком Этьена де Жуанвиля. Это означает, что он и его брат Ги были сыновьями Ангельберта II, который вторым браком был женат на Алисе де Санс, вдове Жоффруа де Жуаньи. Мать — Вандальмодис (Виндисмодис), возможно — дочь Гумберта II, сеньора де Сален.
Жена — Петронилла (ум. не ранее 6 июня 1050). Её происхождение не выяснено, возможно — из рода Жуаньи.
В документе, датированном 28 декабря 1035 года, графом Бриенна назван Готье I — сын Ангельберта III. Значит, сам он к тому времени уже умер.